# Enemy Territory (película)
Enemy Territory es una película de acción estadounidense de 1987. La película está protagonizada por Gary Frank, Ray Parker Jr. y Jan-Michael Vincent. La película trata sobre un vendedor de seguros que, sin darse cuenta, queda atrapado en un edificio de apartamentos de viviendas públicas de la ciudad de Nueva York que está controlado y aterrorizado por una pandilla callejera local. La película fue lanzada por Empire Pictures el 22 de mayo de 1987.

## Sinopsis
Un vendedor de seguros sin darse cuenta se queda atrapado por la noche en un edificio de apartamentos que está aterrorizado por una pandilla llamada «Los Vampiros».

## Reparto
| Actor               | Personaje                |
| ------------------- | ------------------------ |
| Gary Frank          | Barry Rapchick           |
| Ray Parker Jr.      | Will Jackson             |
| Jan-Michael Vincent | Parker                   |
| Frances Foster      | Elva Briggs              |
| Tony Todd           | el conde                 |
| Stacey Dash         | Antoinette "Toni" Briggs |
| Deon Richmond       | Chet                     |
| Kadeem Hardison     | A-Train                  |

## Estreno
La película se estrenó en cines de forma limitada el 22 de mayo de 1987. Más tarde ese mismo año, CBS/Fox lanzó la película en videocasete y disco láser. Hasta el día de hoy, la película nunca se ha lanzado en un DVD de la región 1 y, a partir del 4 de marzo de 2018, MGM no tiene planes actuales de lanzar la película en DVD.